# Osmia argyropyga
Osmia argyropyga là một loài Hymenoptera trong họ Megachilidae. Loài này được Pérez mô tả khoa học năm 1879.